# Філіпп Кеяртс
Філі́пп Кея́ртс (фр. Philippe Keyaerts; нар. 1959) — бельгійський автор настільних ігор.

## Життєпис
Кеяртс виріс у родині з п'ятьма братами та сестрами. У дитинстві та юності він грав у шахи, збирав пазли, а згодом зацікавився, серед іншого, стратегічною настільною грою Full Métal Planète (1988) та Catan (1995). Своє навчання з математики Кеяртс завершив, здобувши ступінь магістра, також він вивчав інформатику, живопис та графіку.
Першою публікацією Кеяртса стала стратегічна гра Vinci, випущена у 1999 році видавництвами Eurogames та Descartes, яка розповідає про розквіт і занепад цивілізацій у Європі. Гра, серед іншого, потрапила до списку номінантів на Spiel des Jahres у 2000 році та посіла п'яте місце на Deutscher Spiele Preis.
У 2001 році вийшла друга гра автора — Evo. Гравці переносяться в доісторичні часи, де мають дбати про генетичний розвиток та виживання своєї раси динозаврів. Evo була, серед іншого, номінована на Deutscher Spiele Preis і у 2002 році здобула нагороду «Game of the Year (Traditional)» від журналу Games Magazine.
У 2004 році вийшла Space Blast — порівняно проста тактична гра, в якій від трьох до шести гравців ведуть космічний бій на гексагональному полі. На відміну від двох попередніх ігор, ця не здобула значної уваги.
З грою Small World, що вийшла у 2009 році у видавництві Days of Wonder, Кеяртс розвинув свою першу гру Vinci: Small World запозичила її основні механіки та поєднала їх з новими елементами гри та більш гумористичною фентезійною тематикою. Серед іншого, Small World отримала нагороду «Spiel der Spiele – Spiele Hit für Experten 2009» та наступного року — «Спеціальну премію журі» As d'Or – Jeu de l'Année. З моменту випуску гра була перекладена десятьма мовами та продана накладом близько 100 000 примірників. На сьогодні вийшло шість доповнень та версія для Apple iPad, а влітку 2011 року видавництво випустило нову, самостійну гру під назвою Small World Underground.
Влітку 2011 року вийшла нова гра автора — Olympos, яка у 2012 році у Франції отримала нагороду As d'Or – Jeu de l'Année «Grand Prix». Ця стратегічна гра, тематично пов'язана з Давньою Грецією, також обертається навколо розвитку та поширення цивілізацій, але, на відміну від Vinci та Small World, зосереджується на інших аспектах. Так, військова складова відіграє меншу роль, натомість на передній план виходять тайм-менеджмент, технологічний розвиток та релігійність цивілізації.
Кеяртс живе з дружиною та сином у Брюсселі. Окрім розробки ігор, він викладає математику.

## Людографія
- 1999: Vinci (Вінчі) (Eurogames/Descartes)
- 2001: Evo (Ево) (Eurogames/Descartes)
- 2004: Space Blast (NekoCorp)
- 2009: Small World (Маленький світ) (Days of Wonder)
- 2011: Olympos (Олімп) (Ystari Games)
- 2011: Small World Underground (Days of Wonder)
- 2020: Small World of Warcraft (Days of Wonder)

## Нагороди
| - Spiel des Jahres - 2000: Vinci, список номінантів - Deutscher Spiele Preis - 2000: Vinci, 5 місце - 2001: Evo, 4 місце - 2009: Small World, 5 місце - Spiel der Spiele - 2009: Small World, Spiele Hit für Experten - As d'Or – Jeu de l'Année - 2010: Small World, Prix Spécial du Jury (Спеціальна премія журі) - 2012: Olympos, Grand Prix (Гран-прі) | - Jeu de l’Année - 2003: Evo, номінація - International Gamers Award - 2000: Vinci, номінація «Загальна стратегія – багатокористувацька» - 2002: Evo, номінація «Загальна стратегія – багатокористувацька» - 2009: Small World, номінація «Загальна стратегія – багатокористувацька» - Japan Boardgame Prize - 2009: Small World, 6 місце - Games Magazine - 2002: Evo, Гра року (Традиційна) - 2010: Small World, Гра року (Традиційна) |